# Owen Paterson

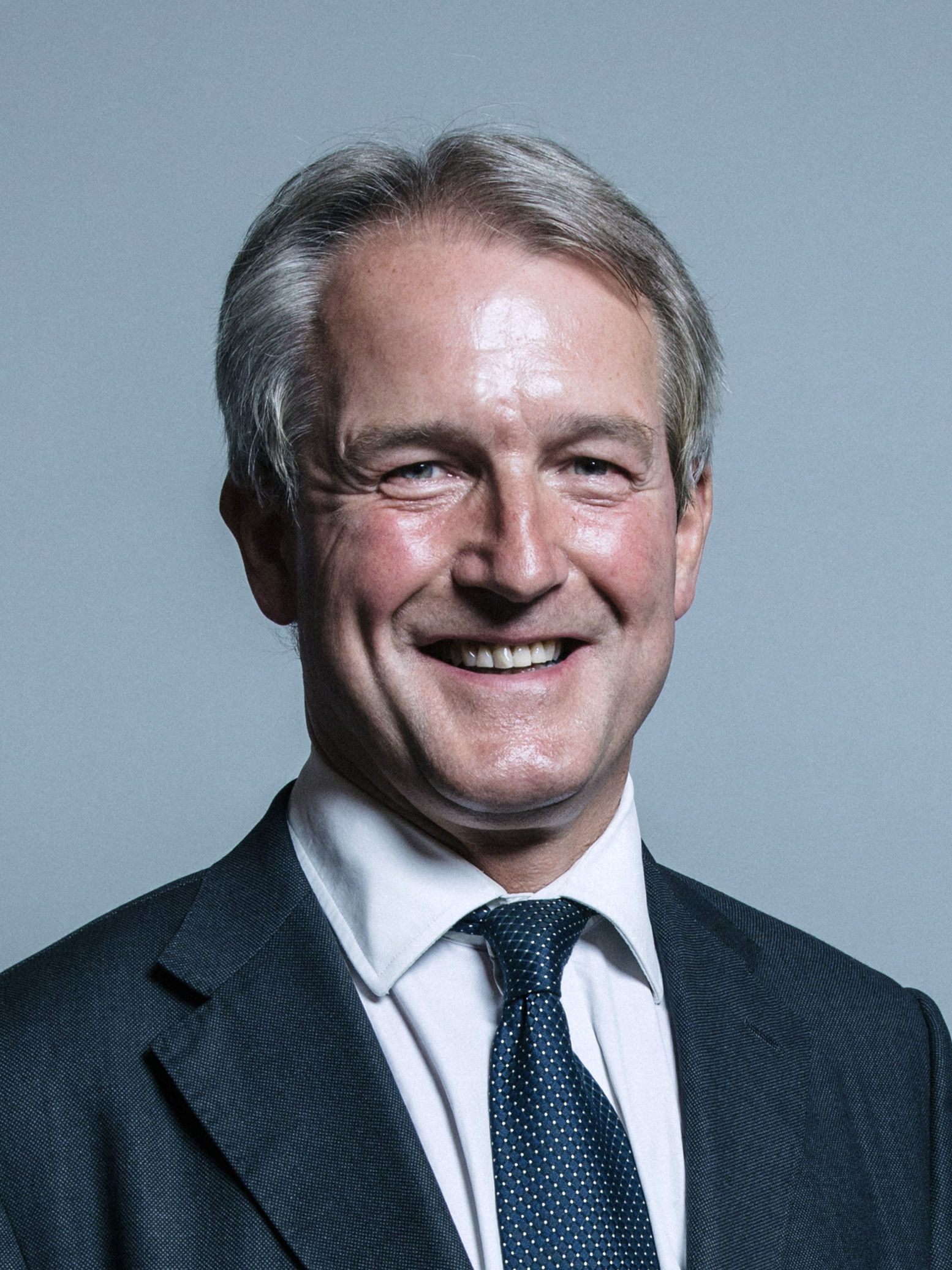
Owen Paterson i juni 2017.

Owen William Paterson, född 24 juni 1956 i Whitchurch, Shropshire, är en brittisk konservativ politiker. Han var minister för Nordirland (Secretary of State for Northern Ireland) i regeringen Cameron från 2010 till 2012 och miljö,- livsmedels- och landsbygdsminister från 2012 till 2014. Han representerade valkretsen North Shropshire i brittiska underhuset från 1997 till 2021, då han lämnade parlamentet efter att ha brutit mot reglerna om ledamöters inblandning i lobbying.